# Etta Zelmani
Etta Zelmani, född 26 april 1999 i Stockholm, är en svensk artist och låtskrivare. 
Hon är dotter till Sophie Zelmani.
2019 släppte hon singeln "Shatter". Zelmani är även en av låtskrivarna till låten "Fingerprints" som framfördes av Nathalie Brydolf i Melodifestivalen 2021. 2023 släppte hon sin EP "The Height Of Happiness". Hon var även en av låtskrivarna till BTS album " Map of the soul: 7".